# Административная реформа Юстиниана I
Администрати́вная рефо́рма Юстиниа́на I — серия мероприятий, проведённых в царствование византийского императора Юстиниана I (527—565) с целью унификации и повышения эффективности государственного управления Византийской империи. В результате реформ губернаторы провинций получили возможность самостоятельно принимать основные управленческие решения, не запрашивая санкций императора и его двора. Основные изменения были осуществлены под руководством и при непосредственном участии самого Юстиниана и префекта Востока Иоанна Каппадокийского в 535—538 годах. На муниципальном уровне основной задачей Юстиниана было предотвратить отток куриалов, предпочитавших тяготам и обязанностям обустройства городов государственную службу или церковную карьеру.
Структура государственной власти в Византии к моменту прихода Юстиниана к власти практически не отличалась от той, которая существовала во второй половине IV века при императоре Валентиниане I. Её основной задачей было получение и распределение ресурсов, требуемых для функционирования империи. Участие в деятельности государственного аппарата принимали не только чиновники, чьи должности входили в официальную иерархию, но и не получающие выплат от государства частные лица, которым было доверено управление городами, управление императорскими поместьями или сбор с них налогов, организация поставок товаров для армии или общественных работ.
Исследователи помещают административные реформы Юстиниана в широкий концептуальный контекст, включающий его представление о священном характере императорской власти и идею о необходимости восстановления Римской империи в её прежних границах путём завоевательных войн. Финансирование войн и масштабной строительной деятельности требовало значительных средств. В этом отношении построенная Юстинианом система обеспечивала высокую эффективность. Многие историки отмечают в царствование Юстиниана разнообразные системные проблемы, из которых основными являлись коррупция и деградация местного самоуправления. Несмотря на значительные усилия, реформы Юстиниана не смогли переломить сложившиеся тенденции. Юстиниановская система управления и сбора налогов сохранялась в неизменном виде до начала VII века, когда драматические территориальные потери и соответствующее уменьшение доходов потребовали осуществления дальнейших реформ.

## Состояние источников и историография
О структуре органов власти поздней Римской империи и Византии сообщается в достаточно большом числе источников. Прежде всего, это законодательные сборники императоров Феодосия II (408—450) и Юстиниана. В изданный в 438 году кодекс Феодосия вошло всё законодательство начиная с императора Константина Великого. Из 16 книг кодекса четыре содержат законы, относящиеся к военному и гражданскому управлению, обязанностям чиновников, их должностям и привилегиям. Ещё четыре книги касаются налогообложения, и одна книга кодекса посвящена управлению столицами, Риму и Константинополю. Три из 12 книг кодекса Юстиниана, заменившего в 529 году свод законов Феодосия, содержат законы о государственном управлении. Административные вопросы нередко затрагиваются и в новеллах Юстиниана разных лет. Представление о положении в империи, которое дают законодательные источники, скорее символическое, чем практическое; как полагают историки, оно отражает идеализированные взаимные ожидания субъектов государственного управления. Так, 192 закона кодекса Феодосия, призывающих куриалов находиться в своих городах и исполнять надлежащие обязанности, часто приводятся в качестве примера расхождения между ожиданиями и реальностью.
Поздняя Античность является чрезвычайно сложным периодом с точки зрения построения списков провинциальных чиновников в силу существенного уменьшения количества эпиграфического материала по сравнению с предшествующим периодом; те же надписи, которые сохранились, сложны для анализа из-за своей лаконичности. Списки провинций реконструируются на основе таких немногочисленных документов, как Веронский список начала IV века, Notitia Dignitatum, который А. Х. М. Джонс датирует первыми годами после раздела Римской империи в 395 году, некоторых новелл Юстиниана и географического трактата «Синекдем» Иерокла. Из перечисленных наиболее важным считается Notitia Dignitatum, поскольку описывает систему военных и гражданских должностей. Сведения Иерокла касаются преимущественно городов, основанных не позднее середины V века. Возможно, свой окончательный вид трактат принял в первые годы правления Юстиниана, поскольку в нём не упоминается созданная в 528 году провинция Феодориада.
Важное значение имеют произведения авторов, занимавших официальные должности или близких ко двору. Таковы труды Кассиодора, занимавшего пост преторианского префекта Италии перед завоеванием королевства остготов, официальные и неофициальные сочинения Прокопия Кесарийского, панегирики Павла Силенциария. Чрезвычайно информативен трактат занимавшего высокие должности Иоанна Лида «О магистратах». Прочие произведения ранневизантийской историографии также полезны, поскольку их авторы, как правило, являлись представителями высших слоёв общества. Наконец, информацию о низовых уровнях управления историки получают из эпистолярных сборников, сборников церковных документов (например, Collectio Avellana), а для Египта и Палестины также из архивов папирусов. Из последних интерес с точки зрения изучения провинциального чиновничества представляет двуязычный, греческий и коптский архив Диоскора Афродитского, египетского землевладельца, чиновника и юриста VI века. Диоскор использовал свои литературные таланты для получения от губернатора и префекта благоприятных для своей семьи решений.
Как отмечает немецкий византинист Бертольд Рубин, не так существенно, как оценивать степень новизны преобразований Юстиниана, поскольку они в любом случае продолжали предшествующие тенденции. В историографии существует несколько подходов к описанию социального и экономического развития Византии в царствование Юстиниана. В рамках одного из них особенное значение придаётся общественным конфликтам, множество которых приходится именно на рассматриваемый период. Основание для такого подхода исследователи находят как в законодательстве Юстиниана, где нередко обнаруживается его желание противопоставить себя коррумпированным чиновникам, так и в нарративных источниках, резко критичных к преобразовательным инициативам императора. Проблемой «материалистических» трактовок является сомнительность экстраполяции неравномерно распределённых экономических или археологических данных на всю империю. Основанная на анализе данных об египетских крупных поместьях теория британского византиниста Питера Сарриса (Peter Sarris) о «банкротстве» и «полуприватизации» государства в правление Юстиниана, была подвергнута критике как в части общих выводов, так и за спорные интерпретации египетских реалий. Начиная с 1990-х годов большее внимание уделяется культурным и идеологическим аспектам, подчёркивается сотрудничество, а не конфликт между императором и аристократией. Американский византинист Майкл Маас (Michael Maas) в своих статьях и посвящённой взглядам Иоанна Лида монографии рассматривает реформы как проявление идеологии, отразившей напряжённость между христианством и классицизмом.
Для понимания логики развития институтов власти в поздней Римской империи и Византии было предложено множество концепций. По мнению австралийского историка Кристофера Келли, за внешне странными и непоследовательными административными решениями императоров стояло желание не допустить развития бюрократической машины в подчиняющуюся собственным законам, а не желаниям монарха, силу. Таким образом, императоры ради сохранения своей власти сознательно принесли в жертву эффективность управления, хаотически назначая людей на должности и меняя властные структуры. Многие исследователи обращают внимание на состояние властных институтов империи как на причину её затруднений с управлением. А. Джонс и Эрнст Штайн обращали особое внимание на сложные юридические проблемы, происходившие из особенностей положения губернаторов в системе власти и процедуре апелляций. Канадский историк Джеймс Эванс полагал ошибки в управлении системным явлением, следствием подчинения административной системы собственным интересам. По его мнению, при Юстиниане законам Паркинсона подчинялась не только гражданская служба, но и церковь. Также в качестве источников трудностей называют коррупцию в провинциальных администрациях и упадок института губернаторов. Ещё один подход обнаруживает истоки системных проблем в социальной или классовой динамике. Британский историк Вольф Либещюц видит истоки упадка Византии эпохи «тёмных веков» и успехов арабских завоеваний в упадке куриального сословия, перехода власти в городах от наследственной аристократии, заинтересованной в развитии родного города, к достаточно случайно осевшим в городе «нотаблям», получившим состояние на государственной службе.

## Система управления к началу VI века

### Император
В правление Юстиниана ускорился процесс обретения императорской властью сакральных черт. В новелле 105 он утверждает, что «Бог подчинил императору самые законы, посылая его людям как одушевленный закон». Чиновники теперь непосредственно связаны с персоной императора, называясь в своих титулах «юстиниановскими» преторами, проконсулами, модераторами и т. д. Веря в божественное происхождение своей власти, Юстиниан настаивал на слове др.-греч. κύριος («господь») в качестве обращения в свой адрес. Юстиниан правил «милостью божией» и первым ввёл в использование титул «христолюбивый». Также при нём чаще стали использоваться победные титулы.
В феврале 528 года Юстиниан назначил комиссию для создания нового кодекса законов. Все устаревшие законы были отменены, а число оставшихся значительно сокращено. Кодекс был опубликован 7 апреля 529 года. В декабре следующего года была назначена новая комиссия для работы над трудами древних юристов, из которых должны были быть извлечены все существенные отрывки. Появившиеся в результате этого Дигесты были опубликованы 16 декабря 533 года. Несколько ранее были изданы Институции, которые должны были служить учебником для будущих правоведов. По мнению исследователей, законотворческую деятельность Юстиниана следует рассматривать в комплексе с его завоевательными войнами и религиозными инициативами, в целом направленными на реинтеграцию римского мира. Не случайно в сентябре 533 года произошла решающая победа над вандалами, а в ноябре был переопубликован теопасхистский эдикт:

Императорское величество должно быть не только украшено оружием, но и вооружено законами, дабы надлежащее управление могло преобладать как во время войны, так и во время мира. Глава римского государства тогда одержит победу не только над врагами на войне, но и над смутьянами, изгоняя их порочность путями закона, и будет заслуживать триумфа как за свою приверженность закону, так и за победоносные завоевания.
Оригинальный текст (лат.)imperatoriam maiestatem non solum armis decoratam, sed etiam legibus oportet esse armatam, ut utrumque tempus et bellorum et pacis recte possit gubernari et princeps Romanus victor existat non solum in hostilibus proeliis, sed etiam per legitimos tramites calumniantium iniquitates expellens, et fiat tam iuris religiosissimus quam victis hostibus triumphator.

Второе издание Кодекса вышло 16 ноября 534 года. Новое законодательство, в том числе относящееся к административным реформам, создавалось в форме новелл. Основная работа по этой обширной законотворческой деятельности была выполнена Трибонианом, квестором священного дворца и магистром оффиций с 529 года и до своей смерти в начале 540-х годов. Непосредственный вклад Юстиниана в составление законов исследователями признаётся незначительным. Хотя греческий язык не был родным для Юстиниана, именно при нём латынь окончательно утратила своё положение как языка законодательства и документооборота. По мнению императора, понятность всем слов, написанных на «повседневном языке», важнее приверженности «языку предков». Предполагалось также, что одновременно произойдёт повышение прозрачности бюрократических процедур и повышение их эффективности, однако, по мнению Иоанна Лида, результат был достигнут обратный, поскольку снижение образовательной планки дало Иоанну Каппадокийскому возможность поставить на ключевые должности своих некомпетентных протеже. Автор посвящённой Трибониану монографии Энтони Оноре датировал смену языка законодательства началом 535 года, что ставит вопрос о значении римских титулов, использовавшихся в серии «провинциальных» новелл конца 530-х годов.
Важнейшим приоритетом для Юстиниана было осуществление контроля над религиозной жизнью своих подданных, что нашло отражение в его концепции императорской власти. Одними из первых его шагов в качестве императора было принятие законов против еретиков, язычников, иудеев и гомосексуалов. В 532 году Юстиниан провёл ряд мероприятий по восстановлению единства церкви, утраченного после Халкидонского собора, а начатая им в 533 году война против вандалов была представлена им как борьба с арианской ересью. В 535 году в адресованной патриарху Епифанию новелле 6 он сформулировал своё ви́дение отношения императорской власти (imperium) и священства (sacerdotium):

Величайшими у людей дарами Божиими, данными свыше по человеколюбию, являются священство и царство. Первое служит делам божественным, второе начальствует и наблюдает над делами человеческими; и то, и другое происходит от одного начала и гармонично обустраивает жизнь человеческую — и ничто так не важно для царствующих, как почёт иереев, которые за них вечно молят Бога. Ибо если первое будет совершенно безукоризненным и удостоится у Бога благорасположения, а второе будет по справедливости и подобающим образом обустраивать порученное ему государство, то наступит некое доброе согласие, которое обеспечит все какие ни есть блага роду человеческому.

Таким образом, Юстиниан первым сформулировал принцип «симфонии» — гармоничного сотрудничества светской и духовной властей.

### Центральный аппарат
Истоки возникновения центрального правительственного аппарата Византийской империи историки обнаруживают в наличии группы специальных чиновников-комитов, сопровождавших императора в его перемещениях по империи. До смерти императора Феодосия I (379—395) император часто возглавлял полевую армию и лат. comitatus следовал за ним, что можно проследить по указаниям в законодательных актах. После 395 года императоры Восточной империи практически постоянно находились в Константинополе, не удаляясь от него далее, чем до ближайших провинций. Со времён императора Константина Великого (306—337) в comitatus входили управители императорского хозяйства (лат. sacrum cubiculum) со штатом прислуживающих евнухов-кубикуляриев и силенциариев, стражников-схолариев и секретарей-нотариев, чиновники в звании комитов и квесторов. В эту группу также входил один из префектов претория и два военных магистра (конницы и пехоты) со своими офисами. Важнейшей из придворных должностей была должность магистра оффиций, которому подчинялись такие службы, как императорская канцелярия (sacra scrinia), оружейные мастерские и схолы императорской стражи. Впрочем, до какой степени магистр оффиций контролировал эти важнейшие службы, не ясно. Влияние магистра оффиций проистекало из его близости к императору, именно он организовывал аудиенции, предоставлял переводчиков иностранным послам, контролировал гонцов и шпионов.
Самостоятельное и довольно большое значение среди придворной бюрократии имели делопроизводители (нотарии, табулларии, референдарии) во главе с примикирием. В их обязанности входило обеспечение документооборота консистории и передача императору прошений. Учреждённая при Константине Великом должность квестора священного дворца не имела особенных функций и также предполагала работу над законами. В отличие от других высших чиновников, квесторы не имели своего аппарата, но при Юстиниане квестору Трибониану было подчинено два из четырёх юридических департамента магистра оффиций — scrimium epistolarum и scrinium libellorum.
Префектуры через свои нижележащие структуры отвечали также за государственную почту, сохранность оружейных складов и мастерских и общую организацию общественных работ. Последние включали в себя поддержание дорог, мостов, амбаров и делегировались соответствующим ремесленникам на местах. Иоанн Лид, прослуживший более 40 лет в юридическом департаменте преторианской префектуры Востока, считал должность магистра оффиций менее значимой и почтенной. Упадок преторианской магистратуры, появление которой он возводил к временам Ромула, Лид связывал с деятельностью Иоанна Каппадокийского, возглавлявшим её два срока в 532—541 годах. Именно его известный византинист А. Х. М. Джонс называет вдохновителем административных реформ Юстиниана. Иоанн Лид сообщает многочисленные технические подробности и нюансы своей службы, которой весьма гордился. С древности сотрудники преторианской префектуры числились в I Вспомогательном легионе (legio I adiutrix), и ещё в VI веке бюрократическая терминология сохраняла военный оттенок, чиновники носили униформу, а руководитель офиса префекта, princeps officii, в качестве знака отличия носил жезл центуриона. Чиновники префектуры были распределены между юридическими и финансовыми скриниями (scrinium). Из финансовых скриний одна занималась налоговыми вопросами, другие учётом административных расходов в диоцезах, платежами на общественные нужды. Некоторые подразделения не имели статуса скринии, как, например, созданный при Юстиниане департамент, отвечавший за поставки зерна в Константинополь. Аппарат диоцезных викариев был устроен по сходным принципам.

### Гражданская и военная власть в провинциях
Заложенная Диоклетианом (284—305) и развитая Константином Великим структура власти основывалась на трёх принципах: отделении военного управления от гражданского, иерархической структуре и тенденции к разделению крупных провинций на более мелкие. Несколько провинций образовывали диоцез во главе с викарием. Всего в империи насчитывалось около сотни провинций, распределённых между двенадцатью диоцезами и четырьмя преторианскими префектурами. Напротив, фемная система предполагала объединение власти в укрупнённых провинциях в руках одного лица, напрямую подчинённого центральному правительству. Хотя при Юстиниане сложившаяся в IV—V веках система не была решительно отменена, принципы Диоклетиана и Константина последовательно нарушались. Последовательно придерживаться принципа разделения военного и гражданского управления мешали как реальные потребности, так и склонность могущественных полководцев вмешиваться в экономические вопросы. В правление Юстиниана встречались и обратные примеры — сакелларий Рустик принимал деятельное участие в качестве одного из командующих армией во время Лазской войны, казначей Велизария Иоанн Армянин также исполнял обязанности полководца, евнух Нарсес до своего назначения командующим в Италию руководил финансовым ведомством.
В точности не известно, какое разделение на провинции унаследовал Юстиниан от своих предшественников. Предполагается, что оно не сильно отличалось от того, которое возникло к концу IV века. Основными источниками для реконструкции являются список должностей Notitia Dignitatum, перечисляющий восточные провинции Римской империи по состоянию на примерно 394 год, и географический трактат «Синекдем», содержащий статистическое описание 64 провинций Византии и входящих в них городов. В дополнение к ним эпиграфические источники являются источником сведений о титулах и должностях провинциальных чиновников.
Система гражданских должностей была достаточно запутанной. Викарий, считавшийся по должности выше губернатора провинции, уступал проконсулу, также возглавлявшему одну провинцию. Такое разделение имело республиканское происхождение, когда викарии назначались из всаднического сословия, а проконсулы из сенаторского. После реформ Диоклетиана губернаторы имели только гражданскую власть, и должны были координировать свои усилия с военным руководителем региона, дуксом. Существовало четыре доступных губернатором титула: презид (praeses), корректор (corrector), консуляр (consularis) и проконсул (proconsul). Из 116 провинций, известных из Notitia Dignitatum, большая часть управлялась президами. Корректоры, чей титул происходит от лат. legati Augusti ad corrigendum statum начала II века, возглавляли провинции в Италии. Консулярами первоначально называли бывших консулов, но с III века так стали называть некоторых губернаторов, не обязательно исполнявших ранее консульские обязанности. Проконсулы были губернаторами в Африке, Азии и в Греции. Помимо официальных титулов, существовало также четыре общих обозначения для губернаторов (президы, ректоры (rector), модераторы (moderator) и iudex ordinarius), употреблявшиеся преимущественно в правовом контексте. Наряду с латинской терминологией существовала и греческая. Для губернатора вообще эквивалентом был др.-греч. ἄρχων, для консуляра — др.-греч. ὕπατικός, для проконсула — др.-греч. ἀνθύπατος. Официального правила, регулирующего продвижение по должностям, видимо, не существовало. Социальное положение губернатора зависело от его титула и выражалось одним из почётных эпитетов. Сенаторы носили звание clarissimus, тогда как всадникам были доступны perfectissimus, egregius и eminentissimus, причём последний был зарезервирован исключительно для префектов претория. В III веке при назначении на должности, в особенности военные, императоры отдавали предпочтение всадникам, в результате чего количество сенаторских должностей сократилось. После правления Константина Великого тенденция поменялась, и всадники утратили своё влияние. Новый Сенат был основан в Константинополе, и его члены получали также должности президов и префектов. В то же время новые должности были созданы и для сенаторов путём повышения статуса некоторых провинций, что привело к возрождению влияния их сословия.
Любой, кто получил достаточное образование, мог оплатить покупку должности, достаточной для начала карьеры на одной из государственных должностей. Если в IV веке образованным считался человек, прослушавший курс риторики у известного софиста, к VI веку престижным стало считаться юридическое образование. Само по себе оно не гарантировало получения должности, и молодые юристы вначале попадали в список supernumerarii, ожидая открытия подходящей вакансии. В дальнейшем юридическая карьера могла развиваться, принося положение в обществе и благосостояние, но для многих изучающих юриспруденцию наиболее привлекательной представлялась перспектива вхождения в чиновничью аристократию. Некоторые должности адвокаты могли получить за выслугу лет, либо, перейдя на должность асессора к магистрату, дослужиться до должности губернатора или даже префекта претория. Продвижение по службе могло ускориться благодаря удаче, как это произошло с Иоанном Лидом, но могли сыграть свою роль и выдающиеся способности, как в случае видных придворных Юстиниана Иоанна Каппадокийского и Петра Варсимы.

### Сбор налогов и финансы
По мнению известного византиниста Дж. Хэлдона, основными функциями постоянно эволюционирующего государственного аппарата были изыскание, сбор и распределение налоговых ресурсов. Осуществление данной функции происходило на различных уровнях, от низовых территориальных единиц до провинций, диоцезов и преторианских префектур. К началу VI века, после территориальных потерь IV—V веков, осталось только две префектуры, Востока с центром в Константинополе и Иллирии с центром в Фессалониках. В правление Юстиниана были восстановлены префектуры Италии с центром в Равенне и Африки со столицей в Карфагене. Структурно они были сходны между собой, хотя префектура Востока, в силу того, что она включала столицу, имела некоторые особенности. Иерархия налоговых учреждений следовала иерархии территориальных органов власти. Количество налогов, которые требовалось собрать изменялось в зависимости от внешнеполитической обстановки и внутренних потребностей каждой территориальной единицы. Налоговая система Византии при Юстиниане в целом следовала той, которая сложилась при Диоклетиане, известной как iugatio-capitatio, сочетание земельного налога с подушным. Согласно новелле CXXVIII от 545 года, ежегодно в июле или августе правительство издавало список ожидаемых налоговых поступлений с каждого югера. Нормы налогообложения устанавливались согласно имеющимся кадастровым записям, и при Юстиниане новые списки податей не составлялись. Исключением стала отвоёванная Северная Африка, где, как сообщает Прокопий Кесарийский, вандалы уничтожили документацию, и пришлось отправлять специальных чиновников, «чтобы они назначили налоги каждому по его силам». Прокопий сообщает о некоторых налоговых нововведениях Юстиниана, но они, видимо, не носили принципиальный характер. Основными особенностями его налоговой политики был отказ от прощения недоимок, закрепление функции учёта налогооблагаемого имущества и сбора налогов за чиновниками и общее повышение эффективности налоговой системы.
Структура финансовых учреждений Византии начала формироваться ещё в эпоху Принципата. В целом, ответственность разделялась между офисами префекта претория, sacrae largitiones и res privata. Два последних учреждения возглавляли члены Сената в ранге illustris и звании комита. К sacrae largitiones относилось контролируемое императором общественное имущество. Комит священных щедрот (comes sacrarum largitionum) отвечал за сбор доходов в форме денежных средств, драгоценных и полудрагоценных металлов, а также тканей. Начиная с правления Септимия Севера в ведение res privata перешло управление личной собственностью императора и тем имуществом, которое конфисковывалось в его пользу. Сложная структура накапливаемого веками императорского имущества требовала не менее сложного административного аппарата для управления res privata, возглавляемого комитом частного имущества . При Льве I (457—474) и Зеноне (474—491) характер res privata как личного имущества императора был подчёркнут разделением на имущество императора и императрицы. Анастасий I (491—518) отменил разделение, передав часть доходов от res privata на общественные нужды. В сбор налогов было вовлечено множество чиновников, но источники не дают исчерпывающего представления о распределении их полномочий. Комиту священных щедрот подчинялось 10 скриний (подразделений), соответствующих каждому из диоцезов. Отдельные скринии были для управления делами Константинополя и некоторыми из стратегически важных отраслей экономики. Штат комита частного имущества был скоромнее, подразделяясь на 5 скриний, управляющих в провинциях императорскими владениями (domus divinae). Тенденцией, начавшейся в начале V века и продолжившейся при Юстиниане была утрата контроля res privata над domus divinae. Упадку res privata и sacrae largitiones способствовал также перевод натуральных налогов в денежные (adaeratio). Как следствие, росла роль префектуры претория, контролировавшей больше финансовых ресурсов, чем прочие департаменты. Финансовыми чиновниками, подчинёнными лично императору, были логофеты. Экономические механизмы, стоящие за adaeratio, вызывали и другие изменения в финансовом управлении империей.
За сбор налогов на уровне провинции отвечал губернатор, получавший размер требуемой суммы денежных налогов (largitiones tituli) из офиса комита священных щедрот, а из налогового офиса префекта претория (fiscalis arca) — налогов в натуре. Для сбора каждого из видов налогов губернатор имел особую группу чиновников, tabularii и numerarii соответственно. Как только губернатор получал уведомление о величине налога, установленного на данный год, его подчинённые распределяли сумму между отдельными территориальными общинами.

## Провинциальное управление

### Общие принципы
Начало административным реформам Юстиниана было положено изданием 15 апреля 535 года 8-й новеллы. Майкл Маас относит к числу подготовительных законов новеллу 23, обнародованную в январе того же года, упорядочившую порядок апелляций в провинциях. Последовавшие за ними в следующие несколько лет «провинциальные» новеллы были необычны как по форме, так и по содержанию. Большинство из относящихся к административной реформе новелл снабжены преамбулой, помещающей изменения в соответствующей провинции в исторический контекст. На основе исторических аналогий и специфики связей провинции с Римом, Юстиниан обосновывал подходящий для неё способ управления, со своими названиями должностей и уровнем оплаты. Получившаяся в результате иерархия не повторяла ни одну из ранее существовавших в римской истории. По мнению ряда исследователей, своими «антикварианистическими» реминисценциями Юстиниан пытался сделать свои преобразования более приемлемыми для ностальгирующей по римскому прошлому части византийского общества.
Одной из важнейшей целей административной реформы Юстиниана было искоренение злоупотреблений при назначении на гражданские и военные должности. Лежащая в основе кадровой политики империи «суффрагиальная система» решала проблему замещения незначительных должностей, по которым император не имел возможности или желания принимать решение. Система существовала со времён Республики, когда под суффрагием (лат. suffragium) понимался голос, отдаваемый за кандидата на должность. Относительно сути суффрагия в последующие столетия мнения историков существенно различаются но, в целом несомненно, что к IV веку суффрагаторы, то есть рекомендатели, оказывали свои услуги за деньги. Императоры Констанций II и Юлиан принимали законы о том, что низшие военные должности могли присваиваться только на основании личных заслуг. Позднее практика суффрагия была признана необходимым злом и законом Феодосия II 438 года фактически легализована. Во времена императора Зенона (474—491) продажа и перепродажа должностей с целью обогащения императора и его ближайших придворных практиковалась особенно часто. К началу правления Юстиниана ситуация, видимо, стала настолько критичной, что своей 8-й новеллой «суффрагиальную систему» он полностью запретил, а каждого вступающего в должность губернатора или викария обязал поклясться во имя Отца, Сына, четыре Евангелия, Девы Марии и архангелов, что он не получил свой пост благодаря взятке. Согласно написанной придворным историком Прокопием Кесарийским «Тайной истории», этот запрет продержался не долго, и уже через год продажей должностей занимался сам Юстиниан. В большинстве случаев выплаты шли в императорскую казну и могли затем предназначаться в качестве дополнительной платы префектам претория или другим высшим чиновникам. В других случаях выплаты шли предшественнику или начальнику назначаемого чиновника в качестве компенсации теряемой им выгоды из доходов провинции.
Также было произведено разделение всех, кроме нескольких спектабильных, провинций на две категории: консульские и президальные. Плата за должности в консульских провинциях была выше. Эти мероприятия были направлены против строгого иерархизма, способствовавшего процветанию суффрагиальной системы, когда префекты покупали должности у императора, викарии у префектов, правители провинций у викариев, а правители провинций продавали должности своих заместителей. Таким образом, эта система стала на одну ступень короче. Губернаторам был составлен набор стандартных инструкций (лат. mandata), и в противовес им была реформирована и усилена должность «защитника города» (лат. defensor civitatis). Дефенсорам было доверено рассмотрение всех тяжб по суммам менее 300 солидов — в результате жители провинций были избавлены от необходимости нести высокие расходы по мелким делам перед судом губернатора. Часть губернаторов была повышена в ранге с clarissimus до spectabilis, и теперь апелляции по вынесенным ими судебным решениям должен был принимать не лично префект Востока, а трибунал из префекта и квестора священного дворца. В новой системе, по видимому, викариаты образовывали избыточный промежуточный уровень власти, не исполняющий существенных функций. По мнению А. Джонса, на Востоке они утратили значение уже в V веке. В ходе реформы некоторые из викариатов были упразднены.

### Реформа провинциального управления
| Провинция                           | Документ    | Дата              |
| ----------------------------------- | ----------- | ----------------- |
| Писидия                             | Новелла 24  | 18 мая 535 года   |
| Ликаония                            | Новелла 25  | 18 мая 535 года   |
| Фракия                              | Новелла 26  | 18 мая 535 года   |
| Исаврия                             | Новелла 27  | 18 мая 535 года   |
| Еленопонт                           | Новелла 28  | 16 июля 535 года  |
| Пафлагония                          | Новелла 29  | 16 июля 535 года  |
| Каппадокия                          | Новелла 30  | 18 марта 536 года |
| Армения                             | Новелла 31  | 18 марта 536 года |
| Кария, Кипр, Киклады, Мёзия, Скифия | Новелла 41  | 18 мая 536 года   |
| Аравия                              | Новелла 102 | 27 мая 536 года   |
| Финикия                             | Эдикт 4     | 27 мая 536 года   |
| Палестина                           | Новелла 103 | июль 536 года     |
| Египет                              | Эдикт 13    | 538/9 год         |

Серией новелл, изданных в 535—539 годах Юстиниан изменил административное управления в некоторых провинциях. Как отмечает американский византинист Майкл Маас, это произошло после завершения кодификации законодательства, процесса, сделавшего императора, а не юристов, источником права. Первыми были преобразованы территории, прилегающие к столице. Относящиеся к Долгим стенам военные и гражданские викариаты были объединены в единое преторство Фракии — по мысли Юстиниана, тем самым устранялся повод к вечной вражде двух чиновников, вследствие чего важный стратегический объект не управлялся должным образом. В 536 году появилась новая должность, quaestura exercitus, в ведение которой перешло снабжение войск на фракийской границе. Фактически, quaestor exercitus был самостоятельным префектом претория, которому выделили пять провинций из префектуры Востока: Мёзию II, Скифию, Острова, Карию и Кипр. Последние две являлись источником снабжения для войск, располагавшихся в Скифии. Оригинальный текст новеллы 41 не сохранился, и потому мотивы введения необычной должности, равно как и полномочия нового квестора не ясны. Если для дунайских провинций исследователи признают quaestura exercitus инструментом укрепления приграничной обороны, включение в перечень средиземноморских провинций интерпретируется различно. Дж. Б. Бьюри предположил (1931), что Юстиниан хотел переложить расходы обедневших из-за варварских вторжений Мёзии и Скифии на богатые южные провинции. Эрнст Штайн полагает мотивы реорганизации чисто военными (1949), отмечая приморский характер переданных квестору провинций, при том, что на Кипре были расположены крупные верфи, а Кария и Острова были известными своими моряками. Предположение В. Велкова о связи реформы с масштабной строительной деятельностью Юстиниана в Нижнем Подунавье (1956) и другие теории не получили широкого признания.
В рамках первого этапа реформ было введено несколько новых должностей в Константинополе. Градоначальник Константинополя в 535 году получил новую должность, из praefectus vigilum став претором демов (praetor populi). Годовой оклад нового чиновника был установлен в 720 солидов, которые должны были распределены между самим претором и его асессорами. Четыре года спустя город получил чиновника в ранге квестора, в обязанности которого входил контроль территории и населения, недопущение в столицу бродяг и обеспечение горожан работой. Ему было положено такое же жалование, что и претору, но оклады его подчинённых были установлены отдельно: 100 солидов consiliarius'у и 330 солидов остальным министрантам.
В 535—536 годах значительные изменения претерпела структура диоцезов Азии, Понта и Востока. Были объединены ранее разделённые на две части провинции Каппадокия и Понт. Тогда же должность главы частного финансового управления (comes domorum), ранее подчинявшегося препозиту священной опочивальни, была передана губернатору Каппадокии в звании проконсула вместе с увеличенным до 1440 солидов жалованием. Викариаты в диоцезах Понт и Азия были упразднены, а оплата викариев была добавлена к оплате губернаторов Фригии, Пакатианы и Галатии Первой. Эти губернаторы получили титул комитов, и им были доверены как гражданская, так и военная власть в своих провинциях. Были объединены провинции Пафлагония и Гонориада, а Еленопонт был объединён с Понтом Полемониакским под общим «христианским» именем Еленопонт, дабы не увековечивать имя тирана. Их правители получили титулы претора и модератора соответственно; их власть также распространялась на гражданскую и военную сферы. Чиновникам объединённых провинций было назначено совокупное жалование прежних губернаторов: 725 солидов претору и модератору, 72 солида юридическому советнику (assessor) и всей канцелярии из 100 человек 447⅓ солидов. Писидию и Ликаонию возглавили преторы, которым были переданы военные полномочия комитов и гражданские губернаторов. Эти преторы получили большее жалование (800 солидов претору, 72 асессору, 360 канцелярии). В Каппадокии Первой должности тоже были объединены в лице проконсула. Некоторые изменения оказались неудачными и были отменены вскоре после свержения Иоанна Каппадокийского в 541 году. Так, упразднение викариатов в Малой Азии привело к росту числа бандитов, а во Фракии викарии были восстановлены по причине недостаточной эффективности преторов.
В 535 году губернаторы Аравии и Финикии Ливанской получили титулы модератора с увеличенным жалованием (1080 и 720 солидов соответственно). В следующем году глава Палестины Первой получил звание проконсула с жалованием 1584 солида, которое он должен был разделить со своими консулярами и сотрудниками канцелярии по своему усмотрению. Византийская Армения была полностью преобразована. Великая Армения была расширена за счёт трёх городов Армении Первой и двух городов Понта Полемониакского. Во главе провинции был поставлен проконсул. В свою очередь, Армении Первой было добавлено по городу от Понта и Еленопонта, а сама провинция переименована в Армению Вторую. Прежняя Вторая Армения была переименована в Третью во главе с наделённым военной властью комитом. Наконец, из сатрапии была образована Четвёртая Армения. В диоцезе Востока изменения коснулись только чиновников: должность комита Востока была упразднена, и плата за неё перешла консуляру Сирии Первой. Должности военного комита и гражданского губернатора Исаврии, ранее разделённые, были объединены. На материале азиатских и аравийских новелл французский антиковед Морис Сартр указывает на отсутствие революционности в преобразованиях Юстиниана. Так, согласно эпиграфическим источникам, должность викария Азии существовала и ранее, но в V и начале VI века оставалась вакантной, и её исполнял один из провинциальных губернаторов. Аналогично, новелла 102 санкционировала перераспределение власти, уже фактически сложившееся в Аравии
Год реформирования Египта известен с точностью до индикта, это может быть 538/539 год, которым датируют XIII эдикт большинство исследователей, или 553/554. Согласно документу, должность praefectus Augustalis, которому до того принадлежала гражданская власть в диоцезе Египта, была объединена с должностью dux Aegypti, командовавшего войсками провинций Египта Первого и Второго. Новая должность dux et Augustalis обладала полнотой военной и гражданской власти только в двух указанных провинциях, а его доход был увеличен до 2880 солидов, на ⅔ возросла сумма, выделяемая на чиновников, число которых возросло до 600. Аналогичным образом были реформированы две провинции Фиваиды и Ливии.
Формирование византийских органов власти в Италии началось ещё до окончания Готских войн, и в 537 году была учреждена префектура Италии. К середине VI века Королевство остготов прекратило своё существование и в состав империи вошли территории вплоть до Альп. Ранее входившие в державу Теодориха Великого приграничные провинции Реция и Норик были уступлены лангобардам, в результате чего встал вопрос об организации линии обороны Италии в её естественных границах. Были организованы четыре приграничных дуката: с центрами в Форуме Юлия и в Триденте для охраны севера и северо-востока, ещё один дукат в долине озёр Маджоре и Комо и на западе Северной Италии дукат для защиты подходов к Котским Альпам. Эти дукаты были связаны между собой стратегическими дорогами, и при необходимости войска одного из них могли быть переброшены в другой. Одновременно с этим происходила реорганизация управления во внутренних областях Италии с целью упрочить господство в регионе и обезопаситься от выступлений местного населения. По сравнению с территориальным делением, существовавшим в готский период, изменений произошло немного: из провинции Лигурия была выделена провинция Коттских Альп, и в 556 году провинция Пеннинских Альп заменила провинцию Тусцию Аннонарию.

### Полномочия губернаторов
Лишившись после реформ Диоклетиана военных полномочий, губернаторы получили возможность больше времени уделять отправлению правосудия в своих провинциях. Как и ранее, они совершали объезд провинций (conventus), рассматривая дела в городах, но теперь у них на это было больше времени, а поскольку провинции стали меньше, то в каждом городе они смогли бывать чаще и дольше. Повысилось значение провинциальных столиц, где губернаторы проводили наибольшее количество времени, а при резиденции правителя (praetorium) появились специальные палаты для ведения судебных процедур. Как правило, губернаторы могли выносить вердикты по гражданским и уголовным делам, которых было не мало. Для облегчения нагрузки губернаторы передавали мелкие дела специальным судьям, iudices dati или pedanei. Также с позволения императора префекты назначали в города «защитников», defensor Civitatis, имевших полномочия рассматривать мелкие дела и осуществлять арест и передачу на суд губернаторов, обвиняемых в серьёзных преступлениях. Наконец, с конца IV века судебные полномочия получили епископы. В своих резиденциях (episcopalis audientia) они рассматривали некоторые категории дел, по которым их решение было окончательным. В случае несогласия с вердиктом губернатора провинциалы могли апеллировать к викарию, префекту и далее к императору (supplicatio). Если дело доходило до высшей инстанции, губернатор должен был предоставить все материалы, подвергаясь в противном случае позору и порицанию.
В контексте теории «симфонии» следует рассматривать рост административных полномочий епископов. Сложившиеся при Юстиниане отношения между губернаторами и епископами стали кульминацией процесса, начавшегося двумя столетиями ранее. В их неизбежных конфликтах ряд факторов делал положение епископов предпочтительнее. Во-первых, невозможность апелляции по вердиктам епископов ставила их в один ряд с префектами претория, во-вторых, срок их пребывания в должности не был ограничен, как у губернаторов. Наконец, в силу данных им полномочий, епископы могли надзирать за исполнением губернаторами своих обязанностей, и при необходимости обращаться с жалобой лично к императору. По мнению ряда исследователей, в силу ряда обстоятельств, в том числе из-за постепенного усиления влияния епископов на провинциальное управление, к концу VI — началу VII века произошёл коллапс института гражданских губернаторов. Несмотря на достаточно ограниченные полномочия, правители провинций имели в своём распоряжении значительный штат чиновников. В новелле 29 Юстиниан порицает практику отправления губернаторами своих представителей в города провинции и требует от них осуществлять управление непосредственно.

## Городское самоуправление
Положение византийских городов в VI веке сложно оценить в силу неравномерной сохранности археологических и письменных источников для различных провинций. Хотя некоторые регионы (Сирия, Египет, Анатолия) демонстрировали признаки процветания, для империи в целом исследователи отмечают стагнацию и упадок, усилившиеся после «Юстиниановой чумы» начала 540-х годов. Основной проблемой, попыткам борьбы с которой посвящена значительная часть законодательства Юстиниана, являлся отток куриалов и их имущества из городов. К VI веку роль городского самоуправления, по сравнению с эпохой античных полисов, значительно уменьшилась. Антиохийский ритор Либаний в конце IV века объяснял это явление тем, что могущественные куриалы приветствовали уход из городских советов своих коллег. Следствием, однако, был не только рост власти оставшихся членов совета, но и увеличение доли в финансировании строительства общественных сооружений, торжеств и увеселений. С другой стороны, для небогатых декурионов привлекательность куриальной службы не была очевидна по сравнению с карьерой на церковной или государственной службе. Другим фактором, способствовавшим уменьшению влияния городских советов, стало появление в городах прослойки богатых чиновников, действующих и бывших (honorati), обладающих большим влиянием, чем традиционные олигархи. Возросло влияние крупных церковных землевладельцев, и на их фоне куриалы, чьи владения из поколения в поколение раздроблялись, выглядели не очень значительно. Курия как орган власти исчезает в V веке, что стало особенно заметно в правление Анастасия I (491—518). Иоанн Малала и Иоанн Лид виновником уничтожения сословия куриалов называют Марина Сирийца, префекта претория в 512—515 годах, поручившего сбор налогов специальным чиновникам, виндикам (vindices). Возможно, в каком-то виде куриалы существовали ещё в конце VI века. К моменту формальной отмены городских советов императором Львом VI в начале IX века они давно были анахронизмом.
Неспособность городских собраний организовывать дорогостоящие мероприятия была заметна уже в начале V века. В столицах провинций затраты на организацию зрелищ брали на себя губернаторы, причём нередко — за счёт средств, собранных другими городами провинции. Губернаторам приходилось также финансировать экстраординарные закупки продовольствия в случае голода, возведение памятных сооружений в честь прибытия императора и т. п. Поскольку самые состоятельные граждане уклонялись от занятия высоких постов в городах, на их место приходили люди умеренного достатка, не имевшие возможности противостоять влиянию имперских чиновников. Необходимость в «защитнике города» (defensor Civitatis) на Западе была осознана не позднее 409 года, тогда как на Востоке это произошло почти на столетие позже. В 505 году Анастасий дал право духовенству и крупным землевладельцам избирать закупщика зерна (др.-греч. σιτώνης) в случае голода, а в 545 году Юстиниан расширил их полномочия на должности куратора (curator) и «отца города» (pater civitatis). Юстиниан отмечал также ошибочность ситуаций, когда на должность дефенсора избирались люди незначительные. Его решением было осуществлять избрание на основе ротации среди важнейших жителей города. Неизвестно, насколько эффективным оказался такой подход. В то же время усиливалось законодательное давление на куриалов. Воспринимая их как порочных коррупционеров, желающих любыми способами уклониться от исполнения своих обязанностей, в 531 году Юстиниан ограничил право членов курии на вступление в монастырь. С помощью сурового законодательства император ограничивал возможности куриалов по наследованию и распоряжению своим имуществом. Изданная в 536 году новелла 38 запрещала куриалам передавать имущество частным лицам и устанавливала обязательство завещать ¾ имущества курии (вместо ¼ ранее). Эта же новелла в качестве способа пополнения куриального сословия допускала выполнение муниципальных обязанностей незаконными детьми куриалов, иногда даже без согласия отца. В кодексе Юстиниана (C.J., XI, 48.23) отменялось право 30-летней давности ухода из курии, лишая таким образом куриалов надежды на освобождение.
Неизвестно, какая доля городских расходов покрывалась за счёт общественных доходов, а какая за счёт повинностей куриалов. Как отмечает А. Джонс, в правление Юстиниана действовали две тенденции: из-за бегства куриалов уменьшалась способность оставшихся к финансированию значительных мероприятий, но одновременно с тем понижался стандарт жизни в городах: игры становились реже и менее экстравагантными, избыточные строения оставлялись за не надобностью. Данные законодательства дают основания предположить, что плановые расходы городов, как правило, финансировались из регулярных доходов, и только экстраординарные — за счёт местных налогоплательщиков. Заметным следствием распада курии и перехода власти в городах к более широкому классу «нотаблей», стала деградация общественных служб. Особенно болезненной была утрата возможности ведения городских архивов, в которых хранились записи имущественных сделок. Новеллой 15 обязанность ведения архивов была возложена на дефенсора города.

## Эффективность управления
Учитывая состояние источников, оценить эффективность имевшихся в распоряжении Юстиниана структур управления достаточно непросто. Одной из возможностей является оценка восприятия положения дел со стороны населения империи, другой — анализ достигнутого результата с точки зрения понесённых затрат. Император использовал различные способы коммуникации со своими подданными, от официальных прокламаций до изображений на монетах, но с точки зрения государственного управления основным каналом было законодательство, доводимое до высших классов на провинциальных собраниях, и до прочего населения путём размещения законов на досках в публичных местах. Система работала отчасти на основе убеждения, отчасти из страха сурового наказания. Как отмечает австралийский византинист Роджер Скотт (Roger D. Scott), в византийском обществе страх считался приемлемым и полезным для общества. Хронист Иоанн Малала с одобрением относился к атмосфере страха, последовавшей за преследованием гомосексуалов, подавлением восстаний в Палестине и наказанием преступивших закон частных граждан и магистратов. С его точки зрения, Юстиниан таким образом выполнял волю Бога, делая мир лучше. Напротив, сторонником более либерального и менее репрессивного общества был Прокопий Кесарийский. В свою очередь, подданные имели возможности для коммуникации с императором, лично встретившись с ним в Константинополе или подав петицию. Так поступали как отдельные граждане, так и общины через своих представителей. Важной формой выражения общественного мнения были аккламации, то есть ритмические восклицания. Известные с древности, аккламации первоначально употреблялись с целью оказания кому-либо почестей. Константин Великий своим законом в 331 году упорядочил проведение аккламаций для выражения одобрения или неодобрения провинциальными собраниями губернаторам — теперь записи такого рода выступлений должны были отправляться непосредственно императору для принятия соответствующих мер. С 371 года провинциалы могли использовать для передачи своих высказываний государственную почту. С IV века в крупных городах управление аккламациями захватили партии ипподрома. О том, выражали ли партии аккламациями мнение широких слоёв общества или же следовали своим корыстным интересам, существуют противоположные точки зрения. Адресатом аккламаций мог быть и сам император, и сохранившиеся в хронике Феофана Исповедника обращённые к Юстиниану «Акты по поводу Каллоподия» стали прологом к восстанию Ника 532 года. Ещё одним каналом взаимодействия императора и общества была церковь, в жизни которой Юстиниан принимал деятельное участие. Известны случаи, когда епископы передавали ему сообщения о притеснении населения местными властями; отсутствие такого взаимодействия с монофизитской церковью привело к недостаточному информированию центральных властей о положении в Египте. Значение куриальных элит с точки зрения коммуникации в VI веке было невелико. Примечательным примером реакции Юстиниана на критику его административных преобразований является корректировка закона об учреждении должности quaestor exercitus, в ведение которого вошли как провинции по нижнему течению Дуная, так и несколько средиземноморских провинций. Резиденция чиновника находилась в Одессосе (современная Варна) на побережье Чёрного моря, что доставляло неудобство жителям жителям Карии, Кипра и Островов. Новеллой 50 от 1 сентября 537 года им было разрешено подавать свои судебные обращения в константинопольский офис представителя квестора. Такая готовность пойти на уступки подданным, как и общая доступность Юстиниана для личного общения с подданными, были весьма не типичны.
С финансовой точки зрения административная система поздней Римской империи работала, как замечает А. Х. М. Джонс, слишком эффективно, выжимая из подданных налоги в требуемом ей объёме и даже сверх того, позволяя создавать резервы и выплачивать крупные суммы варварам. Несмотря на утверждения некоторых источников о чрезмерном налоговом бремени в правление Юстианиана, имеющиеся данные не подтверждают наличие серьёзных флуктуаций в размере собираемых налогов. Также можно утверждать, что налоговый режим, сложившийся в V веке, сохранялся как минимум до конца царствования Юстиниана, а в большинстве провинций до времени арабских завоеваний. Совокупный размер бюджета Византии в период правления Юстиниана не известен, по различным оценкам он мог составлять от 7 до 13 миллионов солидов. Количество чиновников, которые обеспечивали функционирование государственного аппарата, неизвестно, но, как считается, после реформ Диоклетиана их число существенно возросло. Некоторые оценки можно сделать исходя из известного числа сотрудников преторианской префектуры Африки, которых было 396 после восстановления там Юстинианом византийской власти, и 100 человек в среднем в подчинении у губернаторов. Уровень оплаты существенно зависел от провинции и от должности. На низших должностях, которых было большинство, оплата не превышала жалования обычного солдата, 9 солидов в год. Как следствие, дополнительные средства сверх жалования чиновники получали за счёт коррупции.

## Значение и дальнейшее развитие
Созданная Юстинианом в 530-е годы структура провинциального управления начала изменяться ещё при его жизни. Полный отказ от диоцезов оказался невозможен, и в конце 550-х годов, вероятно, в качестве ответа на вторжение кутригоуров, был восстановлен диоцез Фракия. 13 августа 554, в связи с завершением завоевания королевства остготов, была обнародована серия документов, в целом известных как Прагматическая санкция. В них затрагивались вопросы управления не только Италией, но и империей в целом. Так, санкцией был возобновлён запрет назначения губернаторов за плату и дано право провинциалам самим выдвигать своих правителей. Уже в 570-е годы Византия начала утрачивать завоёванные при Юстиниане территории, и если утрата Испании вестготам и Италии лангобардам означала, что понесённые при их завоевании затраты не окупятся, то утрата Египта, Сирии и Палестины имела большое экономическое значение. Дальнейшая трансформация системы управления Византии зависела от постоянной военной угрозы на всех границах и резкого уменьшения доходов.
Согласно традиционному взгляду, сформулированному Джоном Бьюри, провинциальные реформы Юстиниана не были завершены, и их важность определяется местом, которое они занимают между реформами Диоклетиана и созданием фемной системы в VII веке. Аналогичной точки зрения придерживался Георгий Острогорский. По мнению британского марксистского историка Перри Андерсона, «верховный бюрократический аппарат византийской автократии оставался неизменным на протяжении пяти веков после Юстиниана», сохраняя «тесную связь между рабовладельческим способом производства и имперской государственной надстройкой».